# Секреція
Секреція (від лат. secretio «відокремлення, виділення») — процес виробництва та виділення клітиною або залозою будь-яких речовин — секретів; цей процес присутній у всіх живих організмах.
Коли мова йде про процес секреції у клітині, частіше за все мається на увазі секреція білків, тому що через великий розмір та необхідну специфічність ці молекули вимагають використання складних систем секреції. Зокрема клітинами секретуються і різноманітні інші сигнальні молекули, речовини для захисту від патогенів або конкурентів (наприклад, антибіотики), речовини для розчинення їжі (тобто екзоферменти), поживні речовини — якщо екзоферменти завжди мають білкову природу, для решти класів молекул це не обов'язково. Клітинна секреція присутня у еукаріотів, бактерій та архей. Деякі структури спільні для всіх них, наприклад АТФ-зв'язані касети (ABC). Sec-система — інша система секреції збережена і гомологічна у всіх доменах живих організмів, у інших еукаріотів це транслокон Sec 61 у ендоплазматичному ретикулумі, у дріжджів — транслоконовий комплекс і комплекс Sec Y-E-G в бактеріях.

## Секреція у клітин еукаріотів
Клітини еукаріотів мають дуже розвинену систему, призначену для секреції білків. Білки, призначені для секреції, синтезуються рибосомами, прикріпленими до грубого ендоплазматичного ретикулума. У процесі синтезу, ці білки транспортуються крізь мембрану до люмена (порожнини) ендоплазматичного ретикулума, де вони піддаються посттрансляційним модифікаціям і де молекулярні шаперони допомагають згортанню білка. Неправильно згорнуті білки зазвичай ідентифікуються транспортуються назад до цитозолю для деградації протеазомою. Везикули, наповнені згорнутими належним чином білками формуються з мембран ЕР та транспортуються до апарату Гольджі.
В апараті Гольджі білки подалі модифікуються, зокрема шляхом розщеплювання і функціоналізації вуглуводневих груп. Потім білки переміщаються до секреторних везикул, які подорожують уздовж цитоскелету до краю клітини. Останні модифікації можуть відбуватися вже у секреторних везикулах (наприклад інсулін розколюється з протоінсуліну).
Нарешті везикули зливаються з цитоплазматичною мембраною протягом процесу, відомого як екзоцитоз, виділяючи свій вміст за межі клітини.
Протягом всього описаного циклу підтримується строгий біохімічний контроль pH: у цитозолі pH становить 7,4, у ЕР pH 7,0, у апараті Гольджі pH 6,5. Секреторні везикули мають pH між 5,0 і 6,0; деякі секреторний бульбашки розвиваються у лизосоми з pH 4.8.
Багато білків, що виділяються (секретуються), таких як FGF1 (aFGF), FGF2 (bFGF), інтерлейкін-1 (IL1) тощо, не мають сигнальної послідовності. Вони не використовують класичний шлях через ЕР і апарат Гольджі. Замість цього вони виділяються, використовуючи різні некласичні шляхи, залежно від типу клітини та речовини, яка виділяється.

## Секреція у бактерій
Секреція присутня у всіх бактерій. Грам-негативні бактерії мають дві мембрани, роблячи секрецію типологічно складніше. Так, відомо як мінімум п'ять спеціалізованих систем секреції у бактерій:
1) Система секреції I типу: АТФ-зв'язані касети, згадані вище.
2) Система секреції II типу: Sec-система для транспортування через внутрішню мембрану і інша система для транспортування через зовнішню мембрану. Ця система використовує один з типів ворсинок, які є модіфікацією Sec-системи, але відмінні від першого типу.
3) Система секреції III типу (T3SS): Гомологічна мотору (базальному тілу) бактеріальних джгутиків. Вона подібна до молекулярного шприца, через який бактерія (наприклад Shigella або Yersinia) може уприснути білки в еукаріотичну клітину. Низька концентрація Ca2+ в цитозолі відкриває «ворота», які регулюють TTSS. Система Hrp у патогенів рослин використовується для уприскання «гарпінів» до рослинних клітин шляхом подібного механізму.
4) Система секреції IV типу: Гомологічна системам прикріплення бактерій та джгутикам архей. Ця система здібна до транспортування як ДНК, так і білків. Як було виявлено, в Agrobacterium tumefaciens, ця система використовується для введення плазміди Ti до клітини господаря, що викликає розвиток пухлини. Helicobacter pylori використовує систему секреції IV типу, щоб уприснути білок Cag в епітеліальні клітини шлунку. Bordetella pertussis, причинний агент коклюшу, виділяє пертусиновий токсін часткови через цю ж систему.
5) Система секреції V типу, також називається автотранспортерною системою: використовує систему sec для секреції через внутрішню мембрану. Білки, які пройшли цим шляхом, мають властивість формувати бета-баррелі на своєму C-термінусі і встоюватися в зовнішню мембрану для транспортування решти білка назовні. Нарешті, бета-баррель може залишитися в зовнішній мембрані. Деякі дослідники вважають, що ці залишки автотранспортерів дали початок порінам, які є подібними бера-баррелями.
Бактерії, також як мітохондрії і хлоропласти, використовують інші спеціалізовані транспортні системи, наприклад дво-аргінінної трнанслокації (Tat) який, на відміну від Sec-залежних систем, транспортує через мембрани повністю згорниті білки. Назва системи походить від необхідності мати два послідосних аргініни в сигнальній послідовності для використання цієї системи.

## Секреція на макроскопічному рівні
Часто багато клітин багатоклітинних організмів діють разом, секретуючи одну речовину, що залишає район безпосередньої близькості клітин, хоча може як залишатися в організмі (внутрішня секреція), так і покидати його (зовнішня секреція). Якщо ці клітини об'єднані у органи, такі органи називаються залозами. Багатоклітинні організми, перш за все тварини і рослини, виділяють численні гормони, що допомагають ним регулювати життєдіяльність організму, синхронізуючи аткивність різних клітин. У тварин, на додаток до екзоферментів і гормонів, тканини тіла також виділяють значну кількість речовин, які забезпечують змазування і вологість. Хоча у більшості випадків процес секреції внутрішній, він може бути і зовнішнім, наприклад, більшість ссавців виділяють сльози, піт і молоко. Шлункові залози, що оточують шлунок, мають чотири різні види клітин, які виділяють речовини, необхідні для травлення. Ендокринні залози виділяють гормони безпосередньо в кровоток, який переносить їх до місця призначення.